# 石見銀山街道
石見銀山街道（いわみぎんざんかいどう）は、石見銀山で産出された銀鉱石や銀地金を陸路で港へ運ぶために利用されていた街道の通称である。銀の道（ぎんのみち）とも呼称されている。
銀山の中心地である大森（現島根県大田市）から、鞆ヶ浦（大田市）へ、 温泉津・沖泊（大田市）へ、あるいは尾道（広島県尾道市）へ、笠岡（岡山県笠岡市）へ、と4本の道がこの街道であると言われている。うち前2道が世界遺産“石見銀山遺跡とその文化的景観”における構成資産（文化の道）であり、「石見銀山街道鞆ヶ浦道」「石見銀山街道温泉津・沖泊道」の名で登録されている。尾道へは「尾道道」、笠岡へは「笠岡道」あるいは「上下・府中・福山道」と呼称されている。
沿道の現在の自治体は3県10市町におよぶ。鞆ヶ浦道・温泉津沖泊道が島根県大田市。尾道道が北から、大田市・島根県邑智郡美郷町・島根県飯石郡飯南町・広島県三次市・広島県世羅郡世羅町・広島県尾道市。笠岡道が(尾道道分岐から)三次市・広島県府中市・広島県福山市・岡山県井原市・岡山県笠岡市。
長年の環境変化により当時の道からは様変わりしているものの、部分的に古道として残っている。いくつかは文化財として中国自然歩道としてあるいは観光用に再整備されている。場所によってはガイド付きでないと歩行困難なところもある。

## 沿革
銀を運ぶ道として整備された順番は以下の通り。
1. 鞆ヶ浦道 : 16世紀前半、博多へ運ぶため用いた[4]。総延長約7.5 km[4]。
2. 温泉津沖泊道 : 16世紀後半、銀の積み出しと銀山への物資補給のため用いた[4]。総延長約12 km[4]。
3. 尾道道 : 17世紀以降、銀座へ運ぶため用いた。総延長約130 km[5][6]。

| 150 km 大内氏 博多 | 75 km 毛利氏 尼子氏 小笠原氏 大内氏 | 150 km 大阪銀座 京都銀座 |

### 中世
大永6年（1526年）博多商人の神屋寿禎が銀山を発見し開発した。産出された銀は博多に運び海外へ輸出した。その際に、重い銀鉱石を運び出すため最短コースとして鞆ヶ浦や古龍が選ばれた。当時博多は大内氏の支配下にあり、銀山も同様であった。
天文2年（1533年）灰吹法が導入されると、産出量が増えていきそれに伴って労働者人口も増えていった。精錬に用いる鉛・炭や彼らを支える食料など大量の物資を運び込まなければならなくなり、更にこの付近は冬になると日本海側から季節風が強く吹き込むため、深い入江のより大きな港が必要となった。そこで沖泊も使われるようになった。一方でこの時代、銀山の占有は大内氏・小笠原氏・尼子氏・毛利氏と次々と移っていく。山吹城や沖泊の鵜丸城など尼子と毛利との対立の中で城が築かれ、両者による降露坂の戦いは沖泊道で起こっている。
永禄5年（1562年）毛利氏が銀山を完全に支配すると、港を温泉津とした。以降、温泉津沖泊道で本格的に銀が運び出されることになり、これによって鞆ヶ浦道の利用は激減したと推定されている。天正13年（1585年）豊臣政権が成立すると銀山は豊臣氏と毛利氏の共同管理となった。

### 近世

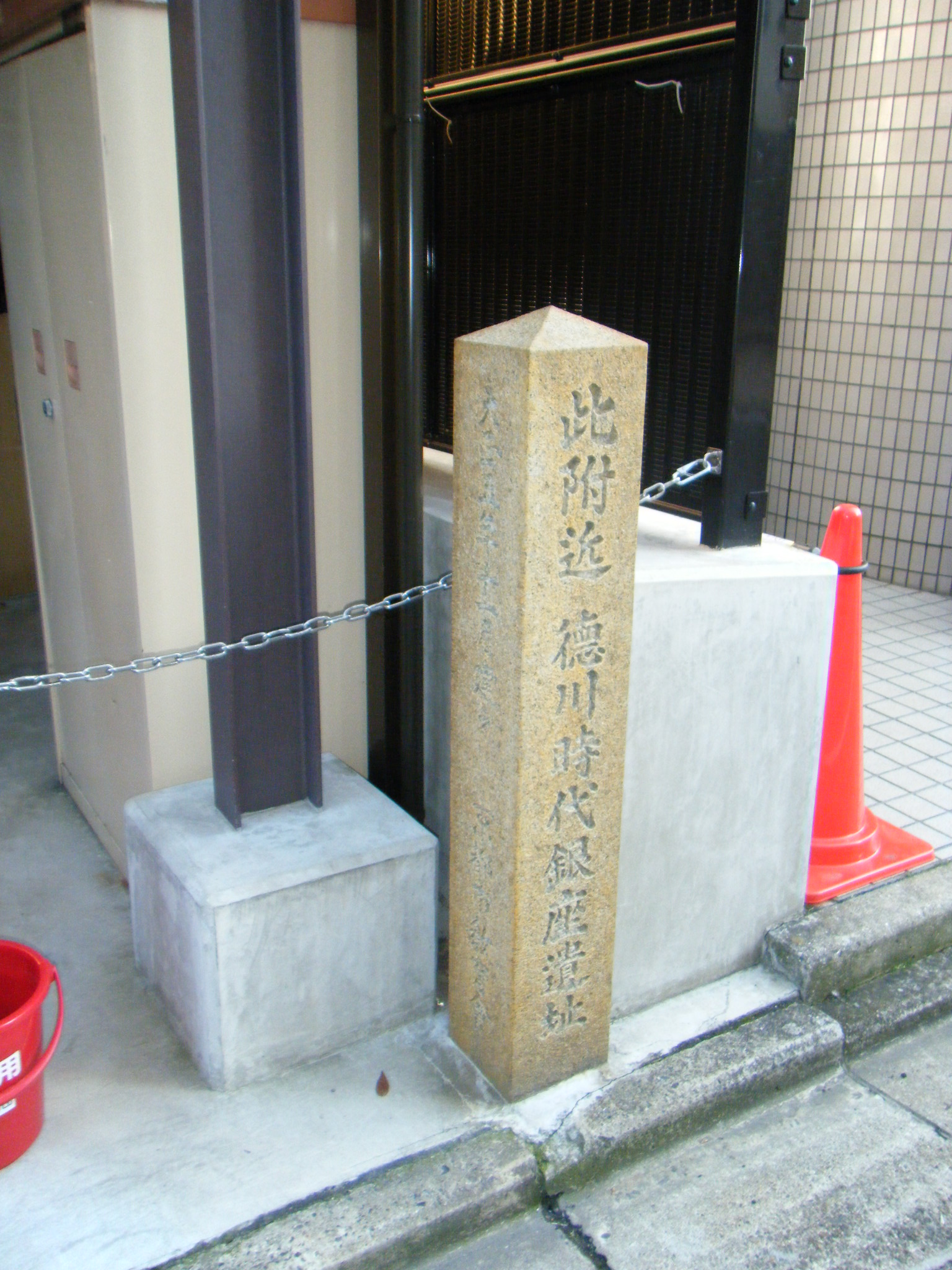
京都銀座跡

慶長5年（1600年）関ヶ原の戦いの結果、銀山は徳川氏が占有、慶長6年（1601年）銀山奉行として大久保長安が着任、産出された灰吹銀は伏見銀座（のち京都銀座）へ運ばれそこで貨幣に加工されることになった。この際季節風が吹く日本海海路を避け大量に運ぶため、比較的安全であった陸路で瀬戸内海側に運ぶこととなり尾道への道が整備された。街道整備は長安が銀山奉行に就任した1601年ごろから始まり、西国街道ができる1600年代前半までには完了したと推定されている。尾道からは船で銀座まで運ばれた。慶長8年（1603年）江戸幕府成立、銀山は天領となった。尾道への輸送は幕末まで行われた。
なお通説では笠岡へ運ばれたとされているが、確証が得られる史料は存在しない。そのため資料によっては石見銀山街道は鞆ヶ浦・温泉津沖泊・尾道の3道であるとし、笠岡道は除外されている。ただ、笠岡道沿いの宿駅である上下宿（府中市上下町）周辺も天領で銀山大森代官所の出張陣屋が置かれ上下銀という銀山からの銀を元手に陣屋主導で商人による金融貸付業が行われており、更に笠岡も天領で笠岡代官所が置かれていた。そのため銀山からの灰吹銀ではなく運上銀が運ばれていたと考えられており、役人が大森代官所に着任するあるいは離任する際に通ったと考えられている。
また、山陽道高屋宿（井原市高屋町）で発見された『人馬役目帳』（高木家文書）には、不定期ではあるが港を用いず山陽道を通って陸路で東に運んだとする記載がある。この山陽道ルートについては、明治期の備後地方において島根県石見地方と大阪府を結ぶ石州街道という名称で「島根縣石見國濱田大森及銀山叉ハ當國三次庄原吉舎上下甲山府中宮内等ヨリ大阪府ニ達スルノ線路」に位置付けられていた。
当時の街道筋の領地は幕末時点で、尾道道が天領→親藩広瀬藩領（松江藩支藩）→外様広島藩領。笠岡道が（尾道道との分岐から）広島藩領→天領→譜代中津藩領（飛地）→譜代備後福山藩領→天領。

### 文化財
1995年島根県と大田市は、石見銀山の世界遺産登録を目指して動き出した。この際に鞆ヶ浦道・温泉津沖泊道の調査が進められたがルート解明には困難を極めた。長い間誰も歩いていない幻の街道となっていたためで、何度も暗礁に乗り上げそうになったという。2000年には石見銀山ボランティアガイドの会、現在の石見銀山ガイドの会が結成され、銀山街道のガイドツアーも展開している。
一方、2007年世界遺産登録や同年から始まった日本風景街道登録あるいは2013年松江尾道線（松江自動車道）開通などを経て、沿道の地域は銀山街道を活かした地域活性化を行っている。行政間で「銀山街道沿線市町等連携協議会」、民間主導で「銀の道広域連携実行委員会」が結成され、両者が連携を取りながら案内看板の充実・路線地図の公開などの情報配信を行っている。
以下、文化財登録あるいは景観百選などの選定状況を示す。
- 文化の道 : 鞆ヶ浦道、温泉津沖泊道
- 国の史跡 : やなしお道、森原古道（尾道道）
- 日本風景街道 : 銀山街道・陰陽結ぶ銀の道（鞆ヶ浦・温泉津沖泊・尾道・笠岡道全域）
  - 夢街道ルネサンス（中国地方のみで更に選別したもの） : 美郷町石見銀山街道、いにしえの里三次物怪・でこ街道（以上尾道道）、銀山街道上下宿、石州街道出口通り（以上笠岡道）
- 歴史の道百選 : 温泉津沖泊道、やなしお道
- 美しい日本の歩きたくなるみち500選 : 銀山街道を歩く・白壁のまち上下（笠岡道）、（石見銀山・往時を偲ぶ銀山街道は大森地区のみ）

## 鞆ヶ浦道
| 大森より鞆ヶ浦に至る道。総延長7.5 km。世界遺産登録範囲の沿道面積は5229.23 m2。起点は山吹城へ向かう古道の途中にある吉迫口番所跡。 途中、1887年（明治20年）に藤田組（現DOWAホールディングス）が整備した永久鉱山の工夫長屋とレンガ積み煙道を通り、柑子谷・水ヶ迫の集落に下り、再び山道を登ると上野集落へ出る。往時は荷馬をここで替える駄賃馬稼で栄えた。しばらく林業用に植林された植生が続く町道を進み、高山の麓から再び山道へ入り、標高293 mの口屋峠を越えると西谷集落に至る。 西谷集落では個人宅の中を通過しなければならないので、家人に挨拶し承諾を得る。許可が下りなければ町道を下る。西谷集落を抜ける頃から潮騒が聞こえてくる。西谷集落から先は尾根伝いのため道が分かりにくく迷う危険性も伴うが、最近は刈り込みが行われ道筋がある程度確保されている（ただし誘導板は未設置）。山道を抜けると国道9号、次いで山陰本線と交差するが、この付近は地形改変のため銀の道は失われている。線路を越えると程なく鞆ヶ浦に到着する。 盗賊が多く出たため関所が複数設けられた。石切場もあったため人為的に加工されたままの巨大な石が点在している。また、行き倒れになった旅人や処刑された方の墓などが多く点在している。 | 鞆ヶ浦道をたどる 山吹城跡登山道口吉迫口番所跡藤田組永久鉱山のレンガ積み煙道柑子谷地区横畑の題目塔水ヶ迫集落の鞆ヶ浦道口上野集落の鞆ヶ浦道口胴地蔵口屋峠の祓井戸西谷集落琴ヶ浜を望む鞆ヶ浦集落 |

### 古龍
古龍千軒と呼ばれた湾の深い天然の良港であり、鞆ヶ浦と同様に神屋寿禎によって用いられた。毛利氏も銀山を支配した初期に用いていたことがわかっている。ただ鞆ヶ浦と同様に安土桃山時代以降は用いられなくなった。昭和40年代以降、無人となったため陸路は途絶えてしまった。現在、鼻ぐり岩が残り、コンクリートで護岸整備されおらずほぼ中世の頃のままで残っている。
調査不足であったため、世界遺産からは外されている。古龍へ向かう道は「古龍を守る会」などの活動により歩けるまでに復旧されている。

## 温泉津沖泊道
| 大森より温泉津の沖泊に至る道。総延長13.8 km。世界遺産登録範囲の沿道面積は21070.93 m2。起点は龍源寺間歩の先にある坂根口番所跡。温泉津沖泊道は毛利元就が整備したと伝わる。 道は中国自然歩道として整備されており歩きやすい。標高430 mの降路坂（ごうろざか）峠を越えると下り坂となり、五老橋で棚田景観の西田集落に出る。降路坂沿いの沢には鉱山に自生するシダ類のヘビノネコザが生い茂り、一説にはこの植物から石見銀山の存在を確定したともされる。 西田集落は大森と温泉津の中間地点で、矢滝川と老原川が合流し湯里川となる谷間の宿場町として栄え、400 mにわたり町並みが続いていたが、1943年（昭和18年）の水害でその多くが失われた。西田は無形民俗文化財のヨズクハデ - 文化遺産オンライン（文化庁）で知られる。集落の上では食用米、下では酒米が生産される。集落内は島根県道201号湯里停車場祖式線を歩く。西田集落から堂床山（どうとこやま）の山道へ分け入り、清水集落に至る。清水集落界隈には1539年（天文8年）の山津波がもたらした岩が散乱している。清水集落から先は入り組んだ谷を埋めて道を構築した土橋が所々ある。この付近の街道は砂利道になるが、これは遊歩道として整備した近年の砕石になる。出雲との分岐点となる松山の道標へ抜けると一旦街道は終わる。松山地区の住宅地脇を通る舗装された櫛島道を進むと温泉津温泉の裏手となり、温泉津道と沖泊道へと分岐する。温泉津沖泊道は文化庁による歴史の道百選に選定されている。 | 温泉津沖泊道をたどる 坂根口番所跡降路坂降路坂峠の頂上ヘビノネコザ五老橋西田集落ヨズクハデ西田の棚田清水集落土橋松山の道標沖泊集落 |

## 尾道道
尾道までは約130 km、3泊4日で運んだ。ここでは、その宿場である九日市宿（島根県美郷町）・三次宿（広島県三次市）・甲山宿（広島県世羅町）の区分けで表記する。

### 大森 - 九日市
温泉津沖泊道から銀山経由でやなしお道途中までが中国自然歩道として整備されている。
- 1 : やなしお道[24]
  - 国の史跡。温泉津沖泊道とともに歴史の道百選[26]。
  - 名の由来は定かになっていないが、一説にはたくさんの塩を運んだ「八名塩」であるとされる[26]。文献での初出は天正9年（1354年）であり、少なくとも南北朝時代には山陰と山陽を結ぶ道として用いられていたと考えられている[26]。銀山運用当時、やなしお道周辺の6村は銀山へ木炭を供給する炭方六か村に指定されていた[27]。
  - 約7 km[28]。茶屋屋敷跡・一里塚・水溜場跡・土橋・大名石など当時の面影を残すものが多数残り、歩きやすいよう看板やトイレなどが設置されている[26][27][28]。中国自然歩道との分岐・湯抱別れより東側は特に「やなしお坂」と呼ばれ急勾配のつづら折りが続き、当時その坂の荷役には割増賃金が認められていた記録が残る[26]。

茶屋屋敷跡
一里塚跡
やなしお坂

- 2 : 半駄が峡[24]
  - 文化財指定不明。
  - 約800 m[29]。江の川に沿って通る町道から高さ10 m以上の位置にある[29]。名は牛馬が積荷の半分を降ろさないと超えられなかったことに由来し、「半駄抱」という小字が残る[29][30]。明治時代、演習に向かう軍がここで大砲を川に落としてしまい隊長が自責の念から切腹したとする話が残る[30]。
  - 2009年に歩行可能な300 mが地元住民によって再整備されたものの[29][31]、倒木・落石など危険箇所が増えたことから2016年から立ち入り禁止処置が取られている[32]。

### 九日市 - 三次
|  | 1. 島根県道166号美郷飯南線太平橋の位置にはかつて土橋があり、現在橋の下にある巨石はその時に橋台として用いられた。2. 酒谷の口番所跡。道をまたぐように建てられていた珍しい番所であった。3. 石見国（天領）と出雲国（広瀬藩）の境木。1826年に建て替えたとする記録がある。現在のものは再建。4. 赤名の道標。1856年建立。「左ハ石州さけ谷 大田 大もり五百らかん」「右ハとん原 まつ江 大やしろ一ばた 道」5. 赤名酒造前にある銀山街道赤名宿説明板。赤名で馬の付替が行われた。6. 瀬戸の一里塚跡。広島と松江の中間点にあたる。7. 升屋。ここは室という地で赤名峠と布野宿の中間にあたり宿場として栄えた。升屋には測量中の伊能忠敬が宿泊した記録が残る。8. 仏が峠。古い石仏と牛馬観音が祀られている。ここの南東側が古道にあたる。9. 布野宿入り口にある常夜灯。10. 布野宿説明板。11. 下布野の道標。「右日下」「左みよし」12 神野瀬川の渡し跡。その後架けられ現在は渡れない吊橋がある。13. 山家の一里塚跡。14 三次の道標。「左ハひろしま」「右ハいづも大社」15. 三次の本陣跡。その後広島農工銀行三次支店が建てられ広島銀行三次支店となり、現在は和菓子店。 |

- 1 : 森原古道[25][35]
  - 国の史跡[35]
  - 2009年島根県のほ場整備事業の際に銀山街道の路盤がわかる状況が発見された[35]。発掘調査後、埋め戻され、美郷町が近くに史跡公園を整備している[35]。
- 2 : 古市の古道
  - 文化財指定不明
  - 飯南町下赤名にある約1 kmの古道[33]。一里塚跡や地蔵など当時とほぼ変わらない様子が残る[33]。

石次の一里塚跡
古民家・倉屋

- 3 : 赤名峠。文献での初出は天平5年（733年）『出雲国風土記』であり、古代から重要な交通路であった[33]。現在残る峠道は明治期に整備されたものであり[33]、周辺には古道が残っている。案内看板は島根側のみ設置されている。
  - 島根県側 : 北野の古道と呼ばれる。江戸期の峠道は国道54号を斜めに横切る急坂の道であり、その途中には馬頭観音が祀られている[25][33]。
  - 広島県側 : 特に呼び名はない。江戸期の峠道は国道54号の東側を通り、途中には一里塚跡や熊地蔵がある。

出雲国（島根県）と安芸国（広島県）の境柱。

### 三次 - 甲山
|  | 1. 岩神渡し跡。現在は下流側に巴橋がかかる。2. 鳥井ヶ瀬の渡し跡。現在は鳥居橋がかかる。3. 塩野の常夜灯4. 下素麺屋一里塚跡5. 中山一里塚跡。旧道は尾道松江線の盛土の下を通る形になっている。6. 宇賀の辻堂。尾道道と笠岡道との分岐手前にある。7. 広石一里塚跡。8. 道標。「右ハみわら」「左ハをのみち」9. 頼籐の道標。非常に珍しい三角柱の台座の上に地蔵が載せられている。表「右ハひろしま」「左ハをのみち」、裏「右ハたぶさ」「左ハみよし」10. 八王子神社の常夜灯11. 紫峠一里塚跡。古道の入り口でもある。12. 砂田木徳堂。当時の旅人によるお店の宣伝書きが残っている。13. 木原一里塚跡14. 回国塔道標。回国塔とは巡礼者が奉仕活動として建立したものであり、建立者の名前も刻まれている。「右 みはら」「左 おのみち」15. 新山一里塚跡 |

### 甲山 - 尾道
|  | 1. 世羅の目鏡橋。国の登録有形文化財。2. 鳥居峠一里塚跡3. 宇津戸の常夜灯。4. 観音寺の道標。「左 甲山 石州はまだ道／右 上下 庄原 みよし 西域 雲州街道」5. 公文の常夜灯と辻堂6. 高尾の辻堂7. 神の常夜灯。御調高前にある。8. 金毘羅大権現の常夜灯。9. 市原の四ツ堂と常夜灯10. 身代わり地蔵。四ツ堂の中に安置されている。11. 三成の六地蔵12. 三成の常夜灯13. 六本松地蔵尊14. 長江の道標。「左 いづも往来」「右 天満宮道」15. 本陣跡。代官所役人の宿泊所。礎石が現在も残る。 16. 出雲街道の碑。「出雲大社道」「本道三十七里」「近道三十三里」 |

尾道は平安時代末期に現在の世羅町にあった太田庄という荘園の倉敷地として開港した経緯があり、甲山（世羅）から尾道までの道としては平安時代末期には確実に存在したことになる。
- 1 : 宇根の古道[37][39]
- 2 : 東畑の古道[38]
- 3 : 中国自然歩道
  - 尾道市木ノ庄町内では中国自然歩道木門田・小原コースと重なる[40]。

## 笠岡道
笠岡道は宇賀で尾道道と分離する。資料によっては宇賀の北側にある吉舎を出発点としている。ここでは便宜上、宇賀から府中、府中から笠岡の2つに区分けして表記する。

### 宇賀 - 府中
|  | 1. 下野の道標。甲奴分かれ交差点の商店敷地内にある。「右 たふさ 庄者ら」「左 きさ 三よし 道」2. 大黒屋道標。上下中心部にある。「右ハ 石州 雲州道」「左ハ きをん ひろし満」3. 天領上下代官所跡4. 井永のエノキ。エノキは一里塚として植えられていた。5. 猫地蔵6. 中津藩と福山藩の藩境石柱。もともとは石州道沿いの位置にあった。7. 木野山の道標。「府中」とだけ刻まれている。8. 坂根峠の道標。「右そらきみち」「左こうもみち」。南側（府中側）の分岐に新しい道標、その北側の分岐の擁壁の上に道標を兼ねた小さな石仏がある。9. 辻堂10. 六地蔵11. 別両路の道標。「左 石州道」「右 雲州道」。 |

- 1 : 茗荷丸と荒谷の古道。ここから坂根峠に向かって古道がある[42]。

### 府中 - 笠岡
- : 神辺から笠岡への道はいくつかあるとされる[43]。大きく分けて2つ、1つはそのまま南東に向かう道、もう1つは山陽道に沿って北東に向かい高屋（2）から南の笠岡へ向かう道である。

## 状況

### 運搬
中世（日本海側）
運搬状況の記録資料は残っていない。通行安全や病気平癒を祈った石碑・石仏が点在してる。
大田市温泉津町清水地区に「清水の岩海」がある。これは天文8年（1539年）8月豪雨が襲い堂床山が崩落、巨石が流出したことで形成された。この堂床山北側中腹を温泉津沖泊道が通っており、その当時通行不能になったと推定されている。街道を行き来する馬子が休憩の際に将棋を指したという伝承が残る「将棋岩」はその時にできたもの。
近世（瀬戸内海側）
産出された銀は大森の御銀蔵に一旦集められた。そこから毎年旧暦10月下旬から旧暦11月初旬（新暦の11月下旬から12月）にかけて、九日市・三次・甲山・尾道と3泊4日の陸路で運ばれ、尾道で船に積替え大阪の銀座に運ばれ、そこから京都の銀座へ運ばれた。
運搬には規則が設けられていた。灰吹銀を10貫目(約40kg)入る木箱に収め、それを菰包みしたものを2箱づつ馬に背負わせその上に1尺四方の葵の小旗を立てて運搬した。編成は馬250から300頭と400人からなり、近郷の村々は助郷が課せられ、大名行列並の厳重な警備体制が敷かれた。宿場では運上奉行、町年寄、商人たちが羽織袴で到着を待ち、宿での接待や銀蔵での警備など藩から通達されていた。
やなしお坂・半駄が峡・赤名峠など所々に難所中の難所が存在した。特に赤名では「赤名愁訴」という公議に対して助郷改善を懇願した記録が残っている。
運搬に際し何度か渡河している。なお街道沿いである島根県美郷町粕淵から広島県三次市三良坂町付近までは江の川とその支流馬洗川・田総川が繋がり明治時代には河川舟運が発達していたが、江戸時代銀の運搬には用いられていない。石見の天領内の川沿いには荷抜けや抜け売りを防ぐため川舟番所（口番所）が点在し、また国境を超える輸送自体が制限されていた。

### 路面
鞆ヶ浦・温泉津沖泊道、尾道道の古道においては、土橋や石畳など道普請が行われている様子が残る。
尾道・笠岡道は幅7尺（約2.1m）で整備された。またやなしお道や森原古道の発掘調査で、江戸時代初期大久保長安は街道を整備した際に「版築」つまり真砂土と粘土を交互に重ねて塩水を加えて路面を固めたことがわかっている。また森原古道の発掘調査で、16世紀まで使われていた幅約1mの路面の上に17世紀初頭に15cmほど嵩上げして約2mほど拡幅した跡が発見されている。
以下街道沿いに残る道標および方角を示した石製物の位置を示す。
| 45 km 銀山あるいは大森の名が刻まれている道標 | 45 km 石見/石州の名が刻まれている道標 | 45 km 出雲大社 出雲/雲州あるいは大社の名が刻まれている道標 |

「銀山」の名が刻まれている道標は、温泉津沖泊道にある松山の道標と、笠岡道と山陽道の交点にある石州道石標。一方で尾道道と西国街道の交点の道標には銀山・石見の名はなく「出雲大社道」と刻まれている。
鞆ヶ浦・温泉津沖泊道は世界遺産登録の際に再整備され案内看板などが設置されている。尾道・笠岡道も部分的に案内看板が設置されている。

### 伝播
- 街道沿いの広い範囲で赤瓦（釉薬瓦）が用いられている。これは石州瓦である。
- 広島県北部にはワニ料理、特にワニ（サメ）の刺し身を食べる文化がある。これは明治時代に山陰の海岸から街道を経て持ち込まれたものが定着したと推定されている[49]。
- 尾道道沿いの、島根県大田市水上町福原「梅雨左衛門」、広島県三次市布野町横谷「ついもん祠」、と全く同じ伝承を持つ岩がある。これは島根側から広島側に伝わったものと推定されている[24][25]。
- 笠岡道沿いは辻堂が多く建立されている（福山藩の辻堂）。
- 笠岡道沿いの岡山県笠岡市吉浜には「銀山」という地名がある。1779年『吉浜村明細帳』に金銀銅あるいは鉄山は存在しないと記載があり、周辺に明治末期に黄鉄鉱を採掘した跡がある。そうしたことから大森銀山と関係する地名ではないと推定されている[50]。